# Eva Senghaas-Knobloch

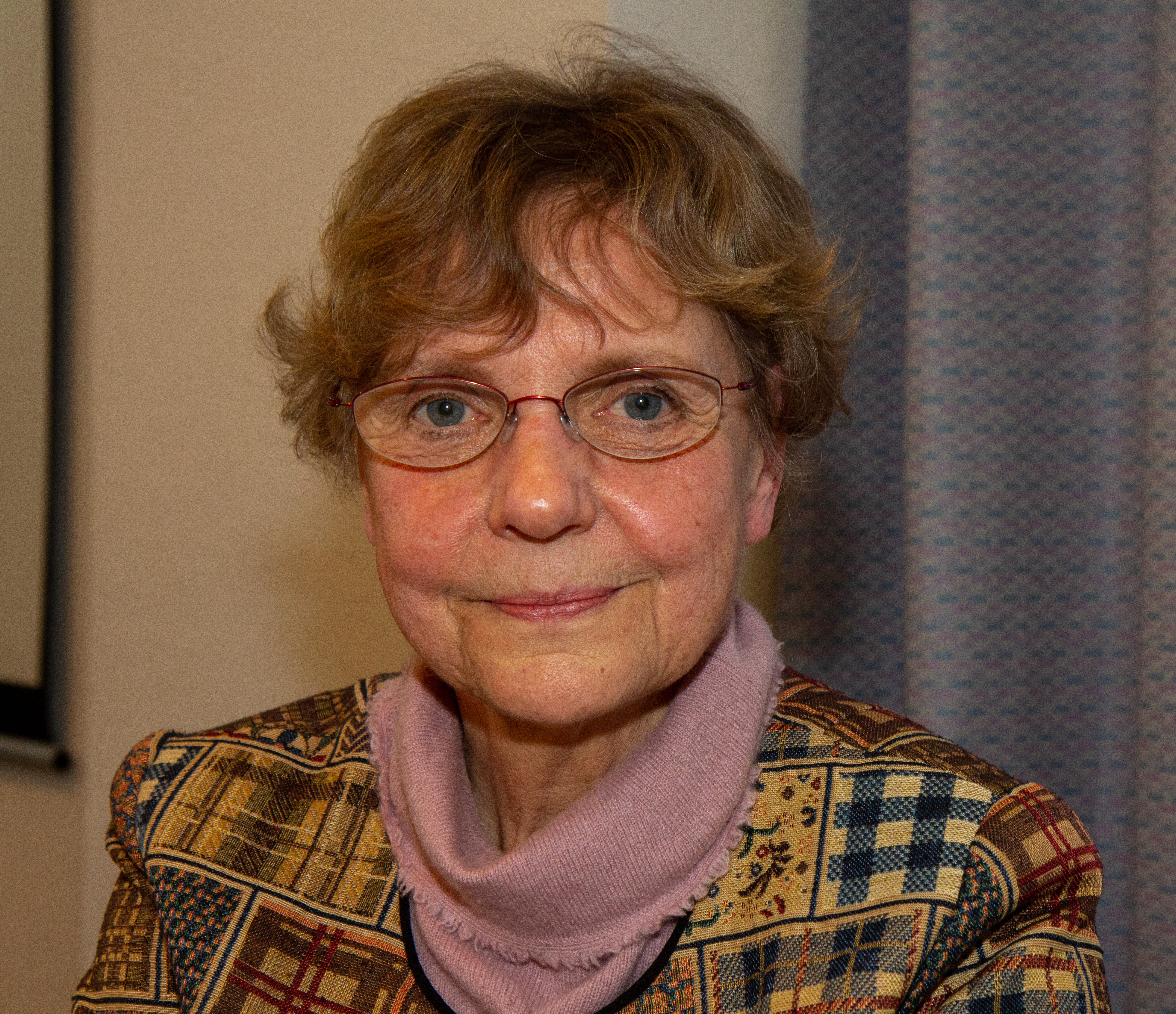
Eva Senghaas-Knobloch, 2019

Eva Senghaas-Knobloch (* 25. November 1942 in Berlin als Eva Knobloch) ist eine deutsche Arbeits-Soziologin, Politologin und Friedensforscherin.

## Leben
Eva Senghaas-Knobloch studierte Soziologie, Psychologie, Geschichte und Theologie an der Universität Tübingen und der FU Berlin und forschte für kurze Zeit an der Harvard University. In Berlin wurde sie Diplomsoziologin, an der Universität Frankfurt am Main wurde sie 1978 mit einer Arbeit über die Internationale Arbeitsorganisation promoviert. 1988 habilitierte sie sich für Politikwissenschaft an der Universität Bremen, wo sie seit 1992 als Professorin für Arbeitswissenschaft mit dem Schwerpunkt sozialwissenschaftliche Humanisierungsforschung lehrte. Ihre Emeritierung erfolgte 2008. Seit dem gleichen Jahr arbeitet sie als „Senior Researcher“ im interdisziplinären Forschungszentrum Arbeit – Umwelt – Technik (artec) in Bremen.
Senghaas-Knobloch war in jungen Jahren eine führende Aktivistin im Sozialistischen Büro. Sie gehört dem Beirat der Zeitschrift Feministische Studien und dem Vorstand des Hannah-Arendt-Preis an.
Eva Senghaas-Knobloch lebt in Bremen und ist Ehefrau des Politologen und Friedensforschers Dieter Senghaas. Auch im beruflichen Ruhestand blieb sie weiterhin öffentlichkeitswirksam aktiv.

## Forschungsschwerpunkte
Ihre Forschungsschwerpunkte sind: Internationale Regulierung von Arbeit in globalen Strukturen, Zukunft der Arbeit und Geschlechterverhältnis, Aktionsforschung in der Arbeits- und Organisationsgestaltung.

## Schriften (Auswahl)
- Wohin driftet die Arbeitswelt?, Springer VS Verlag, Heidelberg 2008, ISBN 978-3-531-90939-4.
- Fürsorgliche Praxis und gesellschaftliche Entwicklung jenseits des fordistischen Wachstumsmodells, Gleichstellungstagung des WSI, Berlin 2013.
- Für-Sorgen, creo media, Hannover 2015
- (zusammen mit Hellmuth Lange): Springen aus dem Stand: Akteure der Arbeits- und Technikgestaltung in der Transformation, Münster/Hamburg: Lit 1995, ISBN 978-3-8258-2326-9.
- (zusammen mit Jan Dirks und Andrea Liese): Internationale Arbeitsregulierung in Zeiten der Globalisierung: politisch-organisatorisches Lernen in der internationalen Arbeitsorganisation (ILO), Lit, Münster 2003, ISBN 978-3-8258-7216-8.

## Belege
1. ↑  siehe Vita auf der Webpräsenz an der Universität Bremen
2. ↑  Diskussion in der Bremer Bürgerschaft 70 Jahre Menschenrechte: Rückbesinnung auf die Möglichkeiten, Weserkurier vom 10. Dezember 2018, abgerufen am 24. Januar 2019.

| Personendaten    | Personendaten                                                         |
| ---------------- | --------------------------------------------------------------------- |
| NAME             | Senghaas-Knobloch, Eva                                                |
| ALTERNATIVNAMEN  | Knobloch, Eva (Geburtsname)                                           |
| KURZBESCHREIBUNG | deutsche Arbeitswissenschaftlerin, Politologin und Friedensforscherin |
| GEBURTSDATUM     | 25. November 1942                                                     |
| GEBURTSORT       | Berlin                                                                |